# Kraljica mira
Kraljica mira (lat. Regina pacis), također i (Blažena Djevica) Marija Kraljica mira, naslov je Blažene Djevice Marije kojim se iskazuje njezino kraljevsko majčinstvo, majčinstvo Krista Kralja. Uz ovaj se marijanski naslov često veže i onaj Kraljice neba i zemlje. Biblijsko utemeljenje ima u knjizi proroka Miheja, koji Mesijinu majku opisuje kao „vladaricu majku” koja ima roditi „kneza mira koji će rasprostrijeti svoju vlast sve do krajeva zemlje“ (Mih 5, 3) te u evanđeoskomu izvještaju Blagovijesti, u kojemu arkanđeo Gabrijel naviješta Mariji porođenje Kralja kojemu će „Bog dati prijestolje oca njegova Davida, i on će vladati nad domom Jakovljevim dovijeka, a njegovu kraljevstvu neće biti kraja“ (Lk 1, 32). Iskazivanje časti kraljici-majci odn. kraljevoj majci bilo je u židovskoj tradiciji, osobito pri ustoličenju novoga kralja (Ps 45).
Efrem Sirijski Mariju naziva „Majkom Kraljevom”, a Ivan Solunski „velikom Gospodaricom čitavoga svemira”. Ivan Damaščanski u himnu Marijina uznesenja navodi: „Ti si, o Kraljice i Gospodarice, prava Božja Majka, bila uznesena u kraljevske nebeske odaje”. Bonaventura zaključuje: „Ako je dostojno da Sin iskaže Majci čast, dostojno je da joj udijeli kraljevsko prijestolje.“ Lauretanske litanije imaju više zaziva o Marijinom kraljevskom naslovu: ona je, prema njima, Kraljica anđela, patrijarha, proroka, djevica, apostola, svih svetih, bez grijeha istočnoga začeta, na nebo uznesena, svete krunice i mira. Zaziv Kraljica mira u litanije je dodan pismom Benedikta XV. od 5. svibnja 1917.
Marijin kraljevski status potvrđuju i različiti himni, antifone i zazivi („Zdravo, Kraljice”, „Ave Regina caelorum”, „Rajska kruno, rajska slavo, anđeoska Djevo zdravo“ (XII. st.), „Kraljice neba, raduj se“ (XIII. st.), „Zdravo zvijezdo mora” (X. st.) i dr.), neki od kojih su sastavni dijelovi liturgije za marijanskih pobožnosti, časoslova, molitava i pobožnosti.
Siksto IV. podiže u Rimu crkvu Svete Marije od mira (tal. Santa Maria della pace). Krajem XI. ili početkom XII. u Bruxellesu počinje štovanje kipa Kraljice mira, u crkvi sv. Nikole. Kasnije izrađen i poznatiji kip onaj je u pariškoj crkvi sv. Srca. U Španjolskoj se od XI. st. štuje blagdan Kraljice mira. Isti je blagdan uspostavljen u Francuskoj tijekom Tridesetogodišnjega rata.
Na vrhu Monte Scalambra u Laciju podignut je 1976. trometarski brončani kip Kraljice mira, a kasnije je izgrađeno i svetište njoj posvećeno.
Crkve
- Župna crkva Kraljice Mira (Makarska)